# Upper Island Cove
Upper Island Cove est une municipalité située dans la province de Terre-Neuve-et-Labrador, dans le sud-est de Terre-Neuve.